# Paul Lobstein
Pour les articles homonymes, voir Lobstein.
Paul Lobstein, né le 28 juillet 1850 à Épinal (Vosges) et mort le 13 avril 1922 à Strasbourg, est un théologien et dogmaticien français, professeur et doyen de la faculté de théologie protestante de Strasbourg. Il est l'auteur de nombreux ouvrages dont un essai théologique de référence, Essai d'une introduction à la dogmatique protestante.
Auteur prolifique (près de 500 titres), il est le principal représentant de l'école ritschilienne en langue française. À l'instar de son maître Edouard Reuss, il a voulu être un trait d'union entre la théologie allemande et la théologie française.
Après 1871, tout comme en 1918, il eut à cœur de garder la vraie tradition alsacienne au cœur de la faculté de théologie sans la laisser se modifier sous le régime allemand.

## Les Lobstein: Une famille de médecins et de pasteurs
Paul Lobstein appartient à une vieille famille alsacienne de Lampertheim qui a donné des médecins réputés et de nombreux pasteurs. Dans Notre Alsace, Notre Lorraine, ouvrage publié sous la direction de l'abbé Wetterlé, député d'Alsace, avec la collaboration de Maurice Barrès de l'Académie française, on n'hésite pas à parler de « véritable dynastie universitaire » chez les Lobstein. Pour preuve, Jean-Frédéric Lobstein, le vieux (1736-1784), devint l'illustre professeur de médecine de l'Académie de Strasbourg. Après s'être attaché les services de Voltaire, avoir cherché à attirer Jean-Sébastien Bach, l'empereur de Prusse Frédéric II, dit le « roi philosophe », tenta de le faire venir à Berlin. Il déclina l'invitation et s'attacha à dispenser de nombreux cours à Strasbourg, Goethe en était un auditeur admiratif et assidu. Il exerça pas moins de dix mandats comme doyen de la faculté de médecine et termina sa carrière comme recteur de l'Université, poste auquel il fut élu deux fois. Il mourra précocement à l’âge de 48 ans. On doit à son neveu, Jean Lobstein, le jeune (1777-1835) la découverte et l'étude de la « maladie de Lobstein », plus connue sous le nom de maladie des os de verres, ou ostéogenèse imparfaite.
L'arrière grand-père de Paul Lobstein, ainsi que son grand-père, furent également docteurs en médecine à Strasbourg. Le père de Paul Lobstein, le pasteur Jean-Frédéric Lobstein, IIIe du nom (1808-1855), est un représentant typique du Réveil religieux en Alsace. Il est notamment connu comme l'auteur d'un ouvrage de piété resté célèbre : L'Année Chrétienne, recueil de méditations quotidiennes. Il exerça différents ministères pastoraux qui le conduisirent à Fribourg, Genève, Bâle, Odessa et Épinal. C'est dans cette dernière ville que naquit Paul Lobstein, le 28 juillet 1850 à 11h01, indique avec précision le registre des naissances de la ville d’Épinal.

## Jeunesse et formation

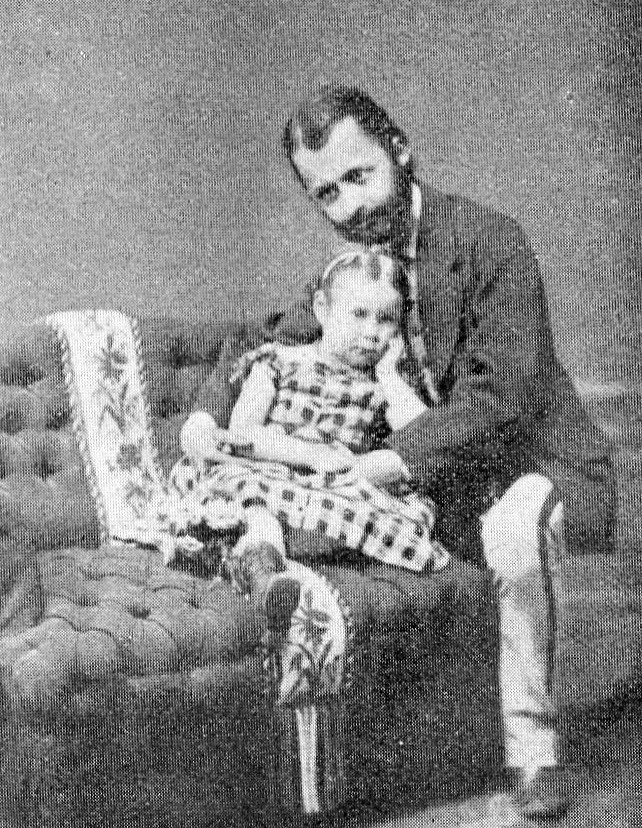
Paul Lobstein en 1871 à Tübingen alors âgé de 21 ans

Paul Lobstein fit ses études au gymnase protestant de Strasbourg. La théologie ne s'imposa pas immédiatement à lui. En effet, très attiré par les études littéraires, il suivit une préparation à la licence en Lettres qu'il passa avec succès en juillet 1869. Il subit la forte influence de Fustel de Coulanges, alors professeur à la faculté des Lettres de Strasbourg. Parmi ses nombreux travaux de licence, à signaler une étude tout à fait remarquable sur la morale dans les fables de La Fontaine, travail qu'il mit au net en 1921, soit 52 ans après l'avoir composé. Sans doute avait-il été inspiré par les travaux d'Hippolyte Taine, historien et philosophe qu'il admirait tout particulièrement, portant sur ces mêmes fables. Pendant ses années d'études, Paul Lobstein fit d'abondantes lectures qu'il répertoria du 1er septembre 1869 jusqu'en avril 1875, elles démontrent des goûts littéraires déjà très affirmés.
À seulement 19 ans, il est le fervent lecteur d'une Vie de Jésus de Renan, de « La Conversion du Pécheur. Pensées sur les Divertissements » de Pascal, de quelques ouvrages de théologie de Reuss et de Colani, des classiques grecs tels que LOdyssée d'Homère, la Vie de Démosthène de Plutarque, Les Dialogues des Morts de Lucien ou encore, les Lettres à Lucilius de Sénèque. On note également un intérêt prononcé pour les œuvres d’Hippolyte Taine et de Bossuet, monuments littéraires qu'il prit en exemple toute sa vie. Par cette brève liste de lecture, pour le moins éclectique, on mesure toute l'ambivalence que Paul Lobstein entretenait entre études de Lettres et études théologiques. Il saute finalement le pas et décide d'entreprendre des études de théologie qui répondront au mieux aux besoins de sa foi chrétienne. Une fois le pas franchi, il y trouvera son orientation définitive et obtiendra une licence en 1877. Il sera l'élève d'Auguste Sabatier qui deviendra plus tard son collègue, plus encore « son frère d'arme », pour reprendre les mots du doyen de la faculté protestante de Paris à l'égard de son ancien élève. Il fera un court passage par Tübingen et Göttingen en Allemagne entre 1871 et 1875 afin d'achever sa formation. Cette période ne lui laissera pas de bons souvenirs et il se plaindra souvent du formalisme des études de théologie en Allemagne.

## L'examen de conscience de Paul Lobstein
Le 10 mai 1871, à la suite de la défaite de la France face à la Prusse de Bismarck et de Guillaume Ier, l’Alsace et la Moselle sont annexées après la signature du traité de Francfort. Un peu plus tôt, en septembre 1870, Napoléon III capitulait à Sedan. Les Alsaciens et les Mosellans sont face à un choix : la possibilité d'opter définitivement pour la nationalité française, ou allemande. Ceux qui ont fait le choix de la France, les « optants », sont obligés de quitter l'Alsace et de migrer vers l’intérieur de la France.
Entre décembre 1871 et janvier 1872, Paul Lobstein prend la plume et ressent le besoin de coucher sur papier son examen de conscience au moment où l'Alsace connaît un des tourments les plus importants de son histoire. Dans l'esquisse biographique qui lui est consacrée, Un Alsacien idéal, il commence : « Je voudrais discuter ici une question grave entre toutes dont la solution me travaille et me tourmente depuis de longs mois, et qui a besoin d'être éclaircie et résolue ».
Il poursuit : « Né à Épinal, je me disais que la douloureuse nécessité de l'option me serait épargnée, et que je pourrais au besoin rester encore plus ou moins longtemps en Alsace à titre de Français. Les faits ont réduit à néant cette illusion. Fils de parents alsaciens, ayant moi-même longtemps habité l’Alsace, je suis obligé d'opter aussi et de prendre un parti, cette année même ». Même s'il s'accorda le temps de la réflexion, il n'y eut pas de tergiversations. Il démontra son attachement à la culture de notre pays et choisit la France guidé par son cœur. Il écrit : « Si notre nom n'est pas devenu français, il est certain que nous nous sentons Français. Notre éducation, nos lectures, la nature de nos études, le goût de notre esprit nous font pencher du côté de la France et nous éloignent de l'Allemagne ». Propos prémonitoires, tristement visionnaires, Paul Lobstein ponctue son introspection sur ces paroles : « L'annexion de L’Alsace est plus qu'un crime, c'est un sacrilège ; voilà pourquoi nous ressentons une blessure poignante qui saignera toujours et dont la brûlure nous fera toujours souffrir. (…) Voilà donc l'Alsacien, condamné par sa conscience à toujours souffrir, toujours être obligé par sa conscience à toujours protester. »

## Professorat

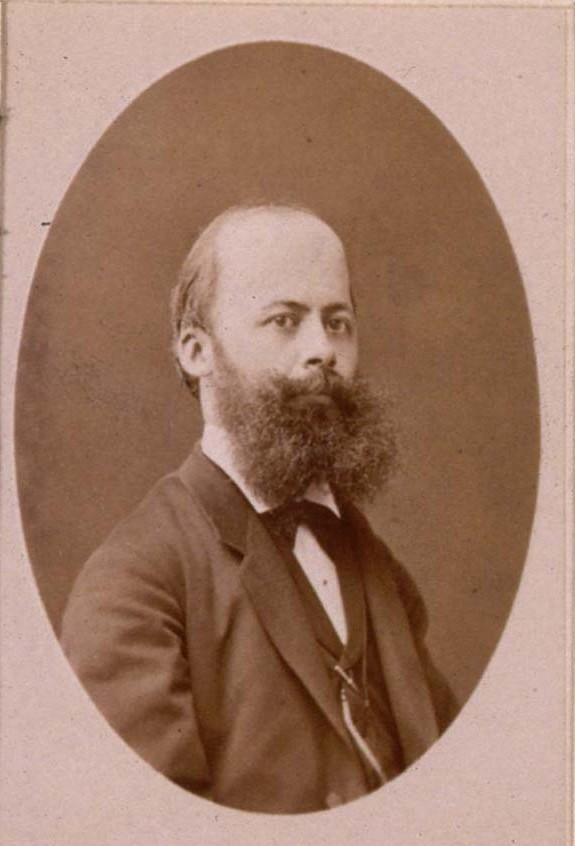
Portrait de Paul Lobstein (1877) alors âgé de 27 ans - Album der Professoren der Kaiser-Wilhelms-Universitaet Strassburg. - Strassburg : Kaiser-Wilhelms-Universitaet, 1872-1896, pl. 93

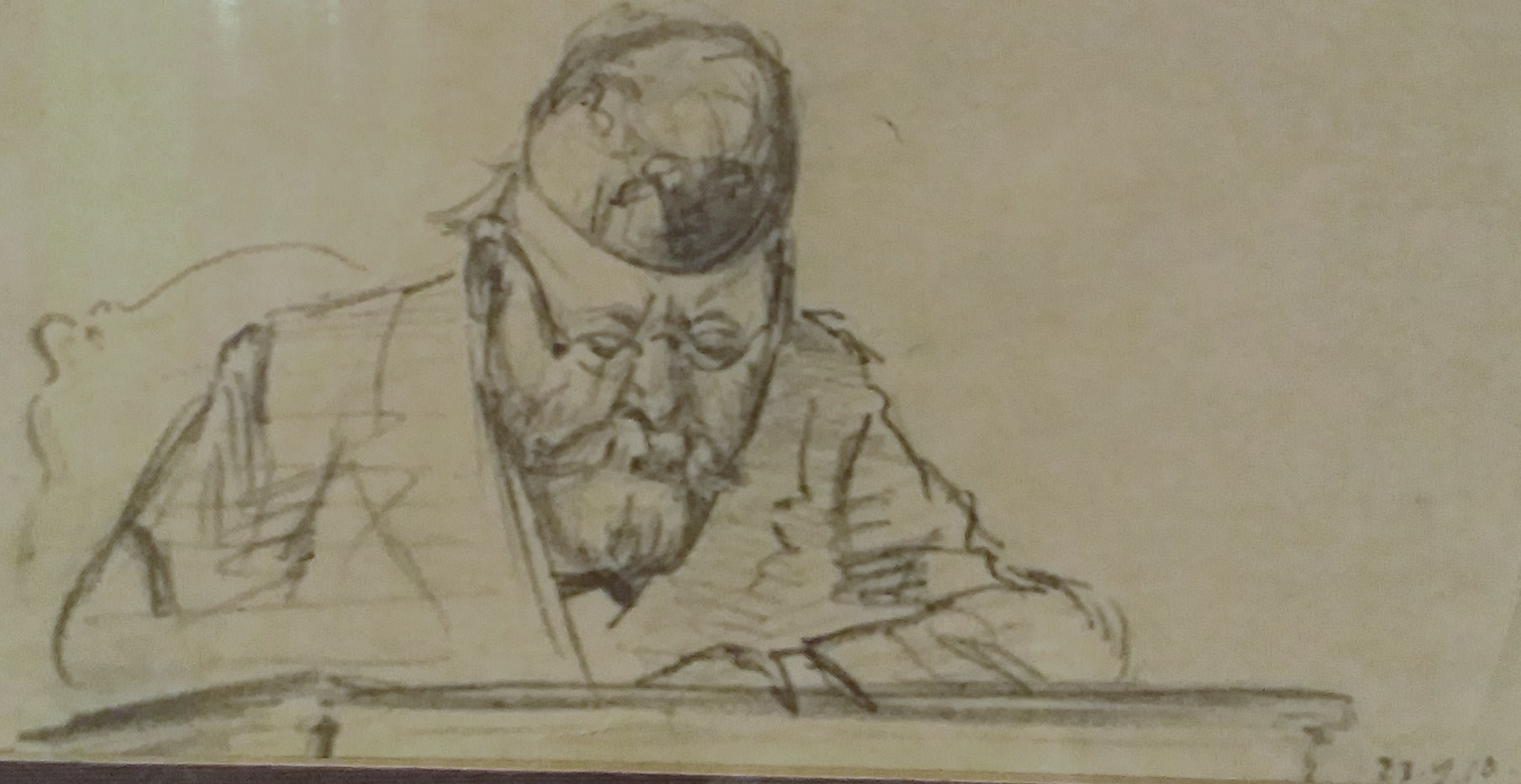
Paul Lobstein professant - croquis réalisé par l'un de ses étudiants

Sa carrière professorale débute en 1877. Durant l'été de la même année, il est chargé de cours de dogmatique à la Faculté de théologie protestante de Strasbourg et devient professeur agrégé durant l'hiver.
En parallèle, il dispense des cours d'histoire et de littérature dans différents pensionnats de la ville.
En 1884, un appel de la prestigieuse Université de Heidelberg lui est adressé. Les conditions matérielles qu'on lui offrait étaient avantageuses, mais il préféra rester fidèle à son programme moral et persister dans sa résolution de travailler à Strasbourg pour l'Alsace et pour la France.
Cette même année, il fut reçu professeur titulaire et à partir de ce moment, il professa à Strasbourg la dogmatique, la morale, la synthétique des chapitres importants de la discipline du Nouveau Testament et de l'Histoire de la théologie moderne. Récompensé de sa grande érudition scientifique, le 25 juillet 1909, Paul Lobstein se vit conférer le titre de docteur honoris causa de l'université de Genève. En 1915, atteint par la limite d'âge réglementaire, alors de 65 ans, Paul Lobstein prit sa retraite de professeur des universités. Il confesse que bien que ses rapports avec ses collègues eussent été corrects à tous égards, il fut heureux de n'avoir plus à se rendre aux séances de la faculté. En effet, dans sa biographie on lit : « La mentalité des intellectuels allemands avait été, de tous temps, différente de la sienne. L'écart était pénible entre les tendances libérales du professeur alsacien et le pangermanisme de quelques-uns de ses collègues ».
La même année, il déclina la sollicitation de ses collègues qui lui demandaient de prendre la présidence de l'Université de Strasbourg. Une des raisons pour lesquelles il refusa d'être recteur était l'obligation de porter le toast d'usage au chancelier Bismarck à l'occasion du banquet universitaire qu'il aurait eu à présider. Il n'accepta pas davantage de faire partie des membres de la délégation devant représenter le corps enseignant de l'université allemande à l'étranger. En 1918, l'Alsace revient enfin à la France. Paul Lobstein vit dans la défaite allemande le triomphe de la justice et du droit sur la force brutale : « l’œuvre inique de Bismarck anéantie ». C'est à partir de ce moment qu'il prit une part active dans la réorganisation de la nouvelle faculté de théologie protestante. Il fut nommé pour trois ans doyen de la faculté, mais il déposa ses fonctions le 1er décembre 1920. C'est en janvier 1921 qu'on le nomma doyen honoraire. Il vécut ses dernières années sous les honneurs.

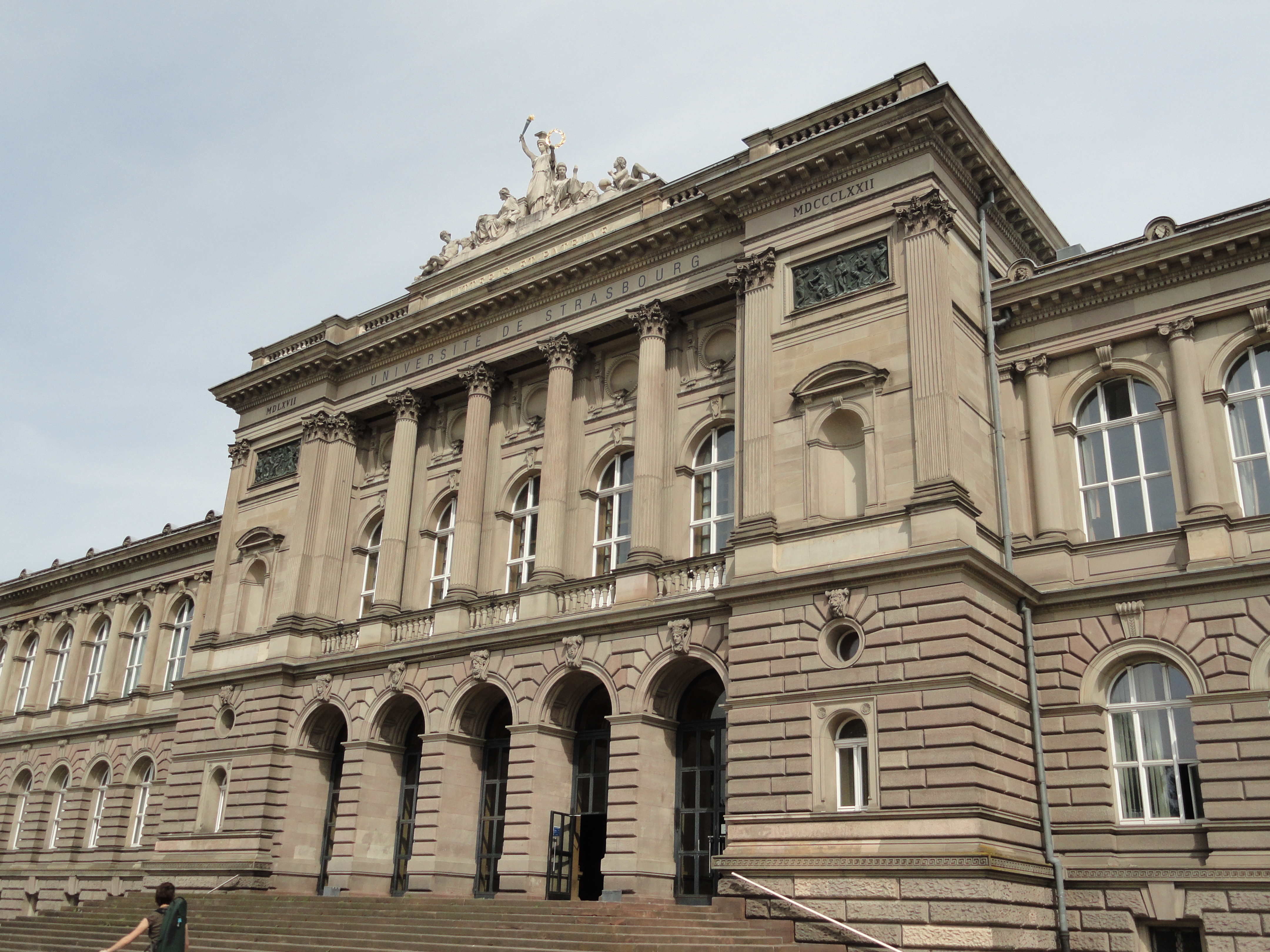
Faculté de théologie protestante de Strasbourg. Paul Lobstein y fut professeur de 1877 à 1915 et doyen de 1917 à 1920

En avril 1921, il est nommé chevalier de la Légion d'honneur. Un de ses collègues de l'université de Paris lui écrit alors : « Ce ruban venait reconnaître à la fois la valeur de la pensée religieuse protestante française dont vous êtes aujourd'hui le représentant par excellence, et la fidélité de la vieille et loyale Alsace ».
Le recteur de l'Académie de Strasbourg, Sébastien Charléty, inscrit au motif de proposition de la décoration : « En raison des services imminents qu'il a rendus : I° Pendant la guerre a aidé la Croix-Rouge française ; n'a jamais caché ses sentiments, en refusant de faire des discours à la fête de l'empereur ; a maintenu parmi les étudiants les sentiments français ; a publié tous ses travaux en français. II° Depuis l'armistice a donné de sa valeur lors de la réorganisation de la faculté de théologie protestante avec un tact et une fermeté rare ».
Paul Lobstein a également été officier dans l'ordre des Palmes académiques.

## Influence dans les institutions protestantes
En 1896, il devient chanoine du Chapitre de Saint-Thomas en reconnaissance des services rendus à l’Église. Il eut en apanage du canonicat, la jouissance d'une maison située non loin du séminaire protestant. En 1908, il s’installera dans celle située au 7 place Saint-Thomas, habitée précédemment par Louis Pasteur lors de son séjour à Strasbourg entre 1849 et 1854. Il fut membre de la Commission directoriale de l’Église de la Confession d'Augsbourg d'Alsace et de Lorraine et joua un rôle important dans la réorganisation de l’Église luthérienne en 1919.

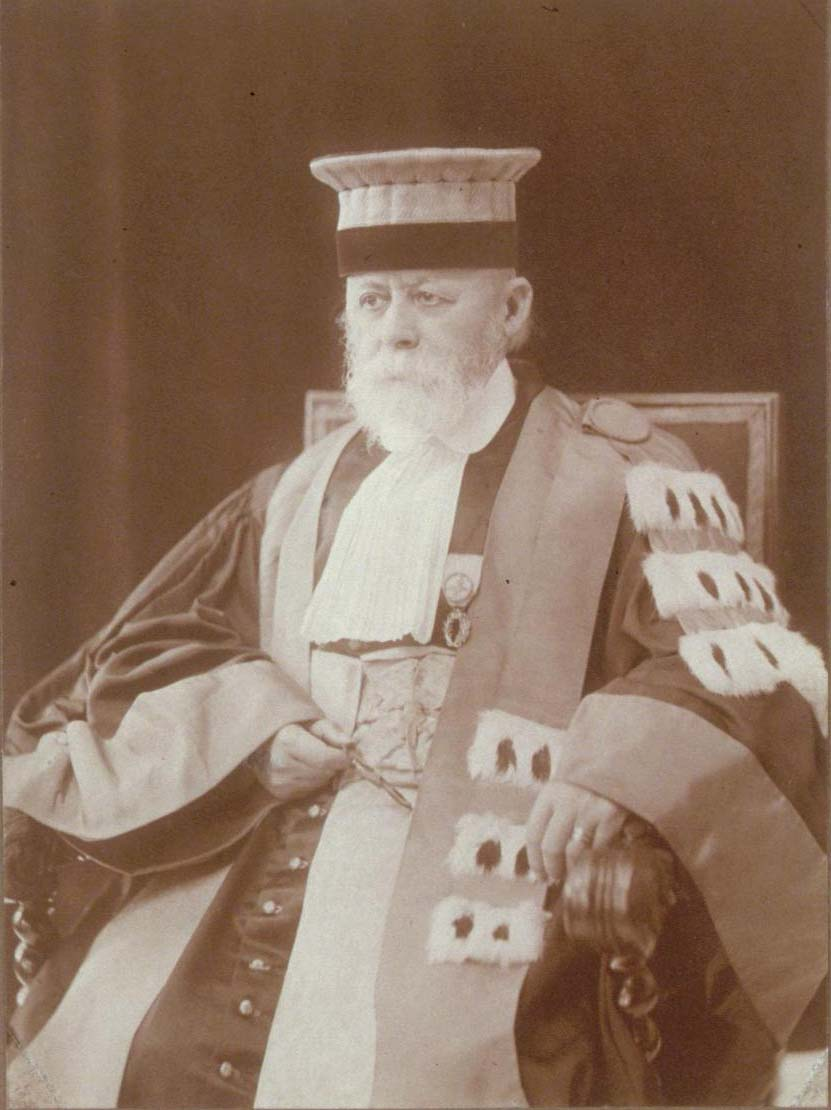
Le doyen Lobstein en toge universitaire - Mathias Gerschel (1921), « Lobstein, Mi-corps, 3 4 à g», 23 x 17 cm - Bibliothèque Nationale Universitaire de Strasbourg

À lire son journal, sur le plan politique, deux grands événements ont particulièrement retenus son attention et ont longtemps été le centre de ses préoccupations. Il s'agit de l'affaire Dreyfus d'une part et de l'adoption de la loi de séparation de l’Église et de l’État de 1905, d'autre part. Autant de sujets qui devaient encore toucher au plus profond l’Histoire de l'Alsace.

## Paul Lobstein, un homme de lettres
Paul Lobstein avait un goût immodéré pour la littérature. Son cabinet d'étude répondait bien au caractère modeste et discret de sa personne. Des rayonnages de livres faisaient le tour de la pièce ; son bureau, à proximité de la fenêtre, était surmonté d'un tableau de Luther brûlant la bulle papale et d'un portrait de Calvin sur son lit de mort.
Les livres qu'il affectionnait particulièrement, étaient placés derrière son bureau à l'abri du soleil, un Faust de Goethe qui lui venait de son père et qu'il emportait toujours en vacances, une des premières éditions de Lamartine, amour de jeunesse, les quatre volumes des Essais de Montaigne qu'il avait reçu à l'âge de 20 ans. Grand littéraire, pour lui la lecture c'était le repos, le charme de la vie. Edouard Lobstein, son fils, raconte à ce sujet : « Partout les livres le recréaient : une lettre de Sénèque, un conte provençal, un acte du Misanthrope, un chant de l'Odyssée, Dickens, George Eliot, tapissaient ses poches à tour de rôle ». À la lecture du 1er volume des Misérables de Victor Hugo, le 7 juillet 1883, il inscrit une note dans son journal : « Saisissant, profond et poignant. Aucun pasteur et directeur de conscience ne devrait ignorer ce volume ! ». Paul Lobstein portait également un grand intérêt à la littérature anglaise et à l'Angleterre en général. C'est donc tout naturellement qu'il s’intéressa au philosophe et historien Hippolyte Taine (1828-1893) auteur d'une Histoire de la Littérature Anglaise. Curiosité bibliographique dans l’œuvre théologique du dogmaticien, avec l'étroite collaboration de son épouse Élisabeth Lobstein, il publia en 1911, une courte biographie de Taine de 47 pages destinée à informer et à édifier les générations futures. Cette biographie s’intègre dans la revue Petit Bulletin pour nos Enfants, dans laquelle en 1906, Rodolphe Reuss avait déjà signé une biographie de Jean-Frédéric Oberlin intitulée : Le Bienfaiteur du Ban-de-la-Roche. Travailleur inlassable, Paul Lobstein tenait à ce que l'éducation de ses enfants se fasse par le savoir et l'éveil le plus parfait. Dans un de ses agendas, en date du 28 octobre 1883, il indique qu'afin de distraire sa fille, il mit à sa disposition un in-folio de Calvin et son rouleau rouge de docteur en Théologie. Telle était la conception du divertissement chez le théologien Lobstein.

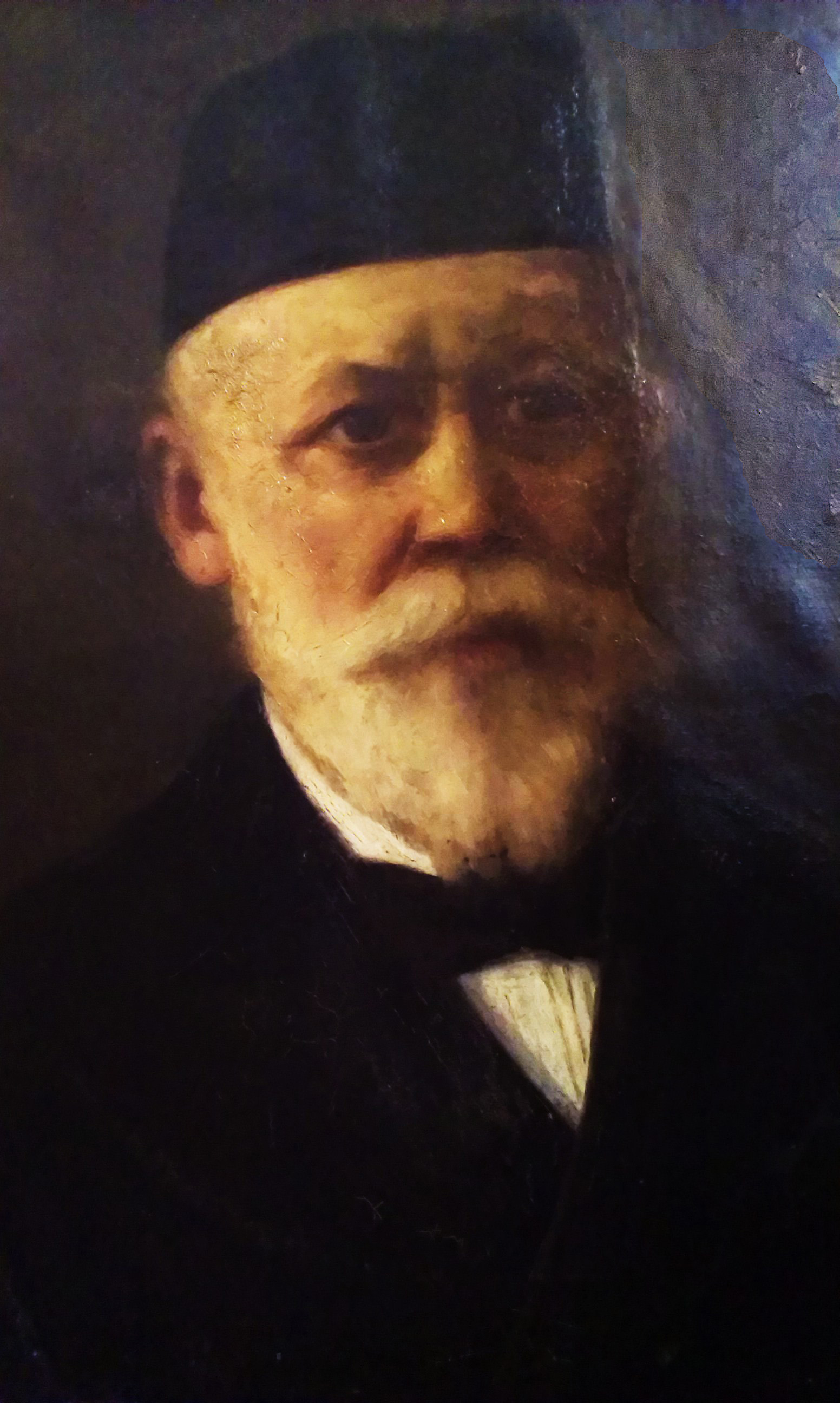
Paul Lobstein - Portrait- Huile sur toile

## Son œuvre
Les deux premières publications de Paul Lobstein sont en langue allemande. En 1877, il publie L'Esquisse de la Morale de Calvin, étude relative à l'histoire de la morale chrétienne. La littérature théologique ne possédait encore aucun ouvrage sur la morale de Calvin. Il a puisé les matériaux de son ouvrage non seulement dans l'Institution de la religion chrétienne, mais aussi dans les nombreux traités polémiques du réformateur, dans ses lettres et ses sermons. Cette richesse des sources fait de ce livre une œuvre d'érudition dogmatique de premier ordre. Paul Lobstein fit paraître un an plus tard, en 1878, une étude relative à la théologie de Pierre de La Ramée (1515-1572) victime de la Saint-Barthélemy dont le mérite est d'avoir combattu la fausse dialectique du Moyen Âge, à savoir selon lui, la mauvaise compréhension d’Aristote.
Depuis le presbytère de Wimmenau, le pasteur Edouard Lobstein, son fils, rédige à partir de 1926 des notices explicatives des différentes publications de Paul Lobstein. Son premier ouvrage majeur en langue française paraît en 1883. Il s'agit de Notion de la Préexistence du Fils de Dieu. Dans cet écrit, il commencera à appliquer la méthode historique et psychologique qui caractérisera la théologie de Paul Lobstein, une méthode reposant sur l'expérience.
En 1885, paraît La Question Christologique suivit en 1889, de La Doctrine de la Sainte Cène. Cette étude est dédiée à la mémoire de Ritschl explique Edouard Lobstein dans sa présentation. Ici encore, Paul Lobstein applique à son travail la méthode historique, traitant le problème en historien sincère et en se plaçant au-dessus des discussions confessionnelles.
Paul Lobstein suivra toujours cette même méthode, en 1890, il fit paraître Le Dogme de la Naissance Miraculeuse du Christ qui fut encensé par Édouard Reuss en personne : « C'est un chef-d’œuvre, j'y souscris des deux mains. Tâchez d'arriver à une dogmatique complète, et de vous datera une nouvelle ère de la théologie protestante en France ». Les recommandations de Reuss seront satisfaites six années plus tard. En 1896, Paul Lobstein publie son œuvre théologique maîtresse, celle qui le fera connaître dans les communautés scientifiques du monde entier jusqu'aux États-Unis : Essai d'une Introduction à la Dogmatique Protestante. Le livre commence par une analyse de la notion du dogme du triple point de vue philologique, psychologique et historique. Les chapitres suivants étudient la tâche actuelle, la source, la norme et la méthode de la dogmatique protestante. Paul Lobstein esquisse ensuite la doctrine de Dieu, le dogme de la Création, le dogme de la Providence, l'appropriation du Salut, l'eschatologie et la Trinité pour le couronnement de l'édifice.
Edouard Lobstein, en spécialiste, commente élogieusement : « La clarté française mise au service de l'érudition et de la piété, voilà l'impression que fait le volume rien qu'en le parcourant ». Bon nombre de compliments arrivent également des universités de Heidelberg et de Tübingen : « Nous avons là les assises de notre théologie pour le présent et pour l'avenir ». « Vous travaillez pour un système doctrinal qui servira l’édification de l’Église ». Paul Lobstein dira : « Je n'ai fait que tracer un programme ». Cette véritable clé de voûte dans l’œuvre de Paul Lobstein sera reconnue par une traduction anglaise du professeur Arthur Maxon Smith, enseignant à l'Université de Chicago.

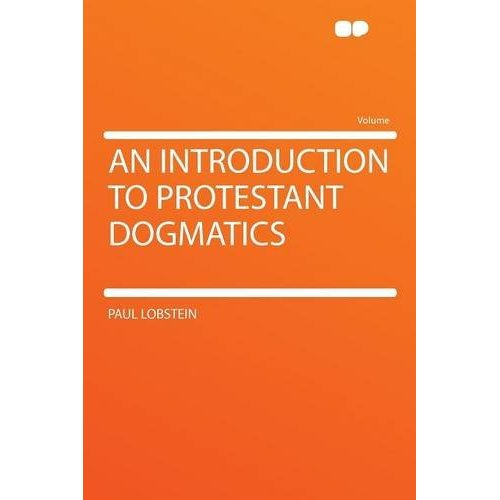
Traduction anglaise de lEssai d'une Introduction à la Dogmatique Protestante. Éditions Hardpress 2012, traduction d'Arthur Maxson Smith

En 1909, Paul Lobstein a le privilège de prononcer un discours sur Calvin et Montaigne dans la salle des fêtes de l'Université de Strasbourg à l'occasion du  400e anniversaire de la naissance du Réformateur. Sa collaboration, de 1882 à 1891, à l'édition critique des œuvres de Calvin fut le couronnement d'une vie consacrée à l'étude du développement de la pensée religieuse du Réformateur français. Sur le même sujet, en 1884 et 1885, il écrit six articles sur « Calvin considéré comme Prédicateur » pour le journal Évangile et Liberté. Un ouvrage rassemblant toutes les publications de Paul Lobstein sur Calvin, vit le jour à l'initiative de son fils Edouard Lobstein en 1928, sous le titre : Études sur la Pensée et l’Œuvre de Calvin.
En 1914, Paul Lobstein publie : Notre seul Maître. Cette publication fut l'objet de grandes discussions, en témoigne une lettre d'Albert Schweitzer écrite du Gabon, à l'intention du professeur Paul Lobstein. Pendant l'année 1913, il travailla assidûment la question de la religion de Jean-Jacques Rousseau et jeta sur le papier plusieurs projets d'ouvrages sur le philosophe genevois. En 1922, quelque temps avant sa mort, il préparait une étude sur Jean-Jacques Rousseau et Kant, elle parut après son décès sous le titre : Une lacune dans la philosophie religieuse du XVIIIe siècle.
Il fut également l'auteur d'une étude sur Christianisme et Islamisme qui lui valut quelques réactions venues de Tunis.
Dans sa bibliographie, il faut ajouter les multiples conférences données par le théologien dont certaines ont marqué les esprits : Le sentiment religieux dans les poésies de Lamartine, donnée à Rothau en 1880, Voltaire et le Christianisme, conférence qui fut l'objet d'une publication, ou encore : La psychologie de la conversion dans les Misérables de Victor Hugo, à Strasbourg, en l’église Saint-Nicolas, le 20 février 1911.
Paul Lobstein est l'auteur d'autres livres importants : Le bilan dogmatique de l'orthodoxie régnante en 1891, Réflexion sur le baptême des enfants en 1892, Vérité et poésie dans notre religion en 1904, publié en français, en allemand, ainsi qu’en anglais. Le dogmaticien Lobstein rédigea six articles dans la Revue d'histoire et de philosophie religieuses, mais bien plus importante fut sa contribution à Encyclopédie des Sciences Religieuses de Frédéric Lichtenberger en treize volumes. Il signa de sa plume un article sur la « théologie spéculative », d'autres sur la notion de Théosophie, de Trinité et sur les personnages de Thomas d'Aquin (1224-1274), Saint Vincent de Lérins (?- 448), écrivain ecclésiastique latin et Philippe-Conrad Marheineke (1780-1846), célèbre théologien allemand.

## Postérité
Paul Lobstein est tombé dans un relatif oubli, mais sa personnalité comme sa théologie n'appartiennent pas seulement au passé. On gardera de lui sa profonde piété au service d’une remarquable érudition scientifique. Plus encore, son extraordinaire et indéfectible loyalisme à l'Alsace. Il aurait sans doute été plus honoré ailleurs, mais il choisit l'Alsace. Pour lui, il ne pouvait en être autrement.
Max Weber, dans son célèbre ouvrage L'Éthique protestante et l'esprit du capitalisme, cite Paul Lobstein sur la question de la certitude du Salut, la certitudo salutis dans son chapitre sur le fondement de l’ascèse. Dans la Revue d'histoire et de philosophie religieuses (RHPR), Eugène Ehrhardt, professeur à la faculté de théologie protestante de Paris, puis successeur au décanat de Paul Lobstein à la faculté de théologie de Strasbourg, consacre un article sur sa pensée religieuse. Il mettra en lumière le rôle de la philosophie dans l'élaboration de la pensée du doyen Lobstein, qui se réclame plus particulièrement de Kant. Lobstein pense que « c'est dans la philosophie de Kant que le dogme protestant trouvera, non pas des appuis pour étayer sa foi, mais les postulats qui répondent le mieux aux expériences constitutives de la conscience évangélique ».

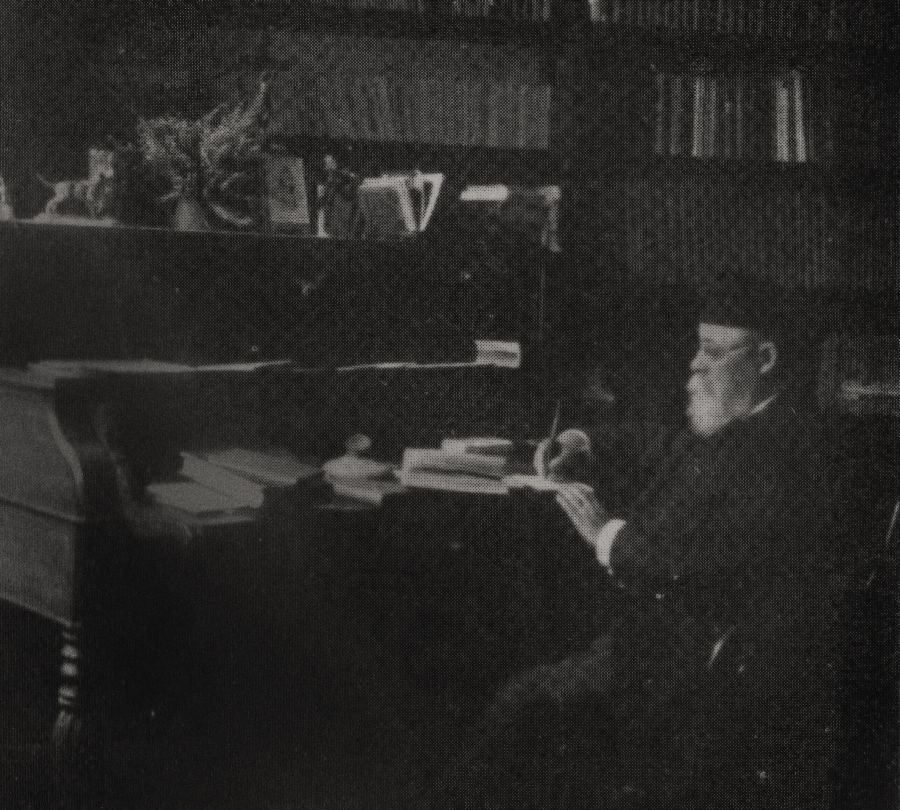
Paul Lobstein à son bureau en septembre 1914

Preuve que le temps n'a pas tout effacé, les ouvrages fondamentaux de Lobstein sont encore édités aujourd'hui. En témoigne la réédition en 2012 de l'Essai d'une Introduction à la Dogmatique Protestante. Pour le reste, toutes ses œuvres sont disponibles dans les bibliothèques universitaires de Montpellier, Strasbourg et Chicago. La médiathèque protestante de Strasbourg recense également ses principaux écrits, tout comme le fonds Paul Ricœur de la faculté protestante de Paris, le philosophe ayant été lui-même un lecteur de Paul Lobstein.

## Les derniers jours de Paul Lobstein
Le doyen Lobstein avait pour habitude de se rendre le matin de sa chambre à son bureau. C'était toujours « le livre des livres » qu'il ouvrait en premier, continuant le chapitre de l'Ancien Testament commencé la veille. Après la lecture de la Bible, il lisait, la plume à la main, une page d'anglais, puis venait l’heure du petit-déjeuner avant lequel il faisait le culte de famille.

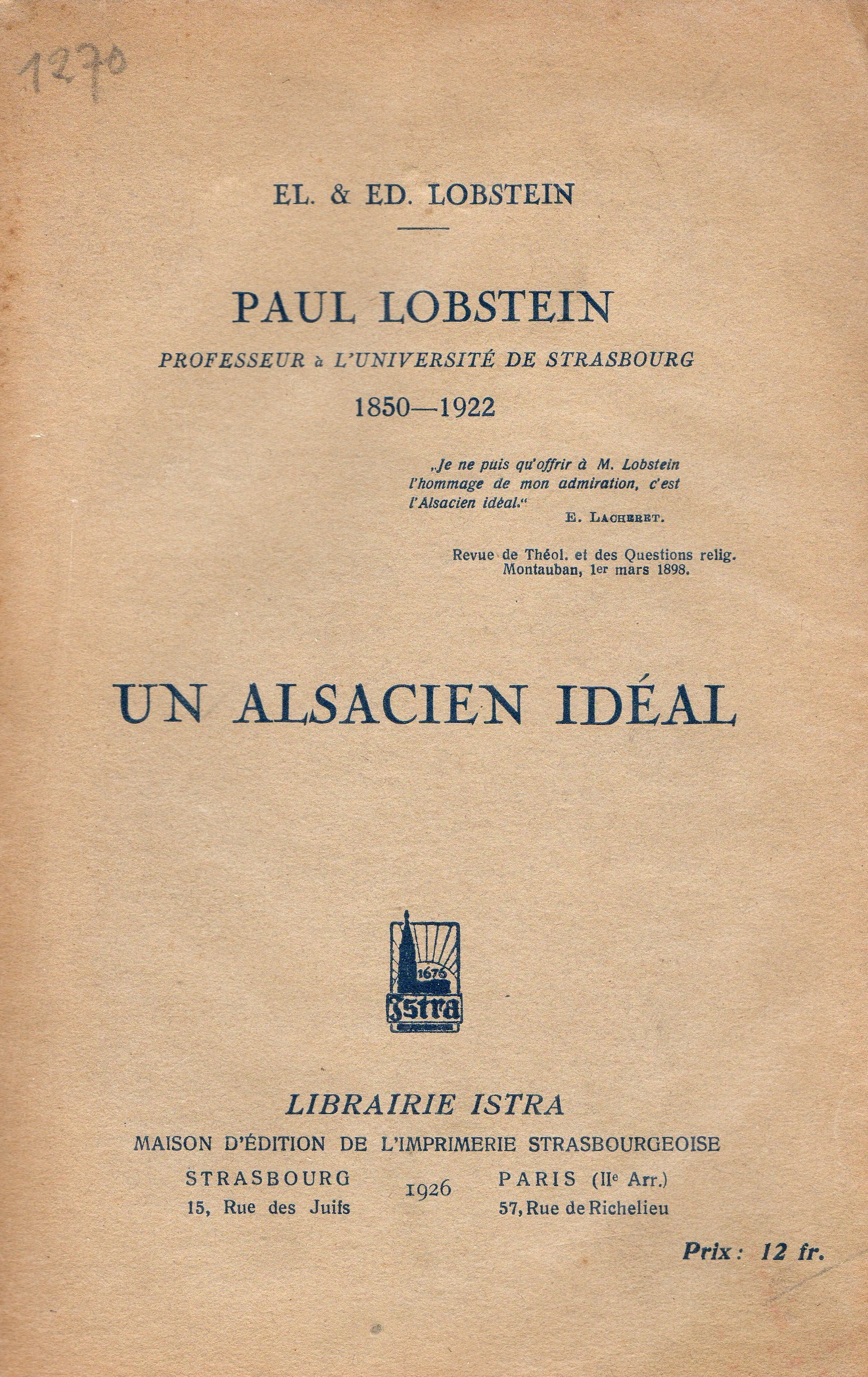
Biographie de Paul Lobstein : Paul Lobstein, un Alsacien idéal, 1850-1922, EL&ED Lobstein, librairie Istra, 1926.

Dans son agenda, il avait coutume d'écrire en tête de la semaine qui s'annonçait, ce double mot d’ordre qu'il mettait en pratique dans sa vie personnelle : « Ne vous mettez pas en soucis du lendemain, car le lendemain aura soucis de lui-même : à chaque jour suffit sa peine ».
La veille de son décès, il venait d’achever sa conférence sur Descartes et avait réservé des billets pour assister avec son épouse à l'audition de la Passion selon Saint-Jean, interprétée par le Chœur de Saint-Guillaume.
Le 13 avril 1922, le matin du jeudi saint, il écrivait à son bureau quand on vint l'avertir que son bain était prêt, il prenait à cet instant des notes pour un travail sur Fénelon et la Doctrine du Pur Amour. Comme à son habitude, assis dans son fauteuil Voltaire, il entama une lecture à haute voix de passages choisis sur la manifestation de la grâce dans les œuvres de Bossuet, puis, il alla prendre son bain. En pleine capacité de ses moyens physiques et intellectuels, il quitta ce monde brusquement à l'âge de 71 ans et 9 mois.
Ses funérailles furent célébrées en l’église Saint-Thomas, le dimanche de Pâques. Paul Lobstein repose au cimetière Sainte-Hélène de Strasbourg. Sa tombe porte en lettres d'or l'inscription : « Ma grâce te suffit ». 2 Corinthien 12,9.